# سفين يوهانسون (لاعب رماية)
سفين يوهانسون (بالسويدية: Sven Johansson)‏ هو لاعب رماية سويدي، ولد في 1945 في Värnamo ‏ في السويد.

## وصلات خارجية
- سفين يوهانسون على موقع الاتحاد الدولي (الإنجليزية)
- سفين يوهانسون على موقع أوليمبيديا (الإنجليزية)
- سفين يوهانسون على موقع اللجنة الأولمبية السويدية (السويدية)